# Бормотуха
Дешеві кріплені вина (прост. «Бормотуха») — сурогатний спиртний напій; недороге (як правило, кріплене, міцністю 15-22 °) низькоякісне виноградне або плодово-ягідне вино, виготовлене з дешевого вино-матеріалу, цукру, етилового спирту, води і барвників. Використовувалося винятково, для досягнення алкогольного сп'яніння, смакові якості великої ролі не грали. Бормотухою, є дешеві види портвейну і вермуту, а також недорогі плодово-ягідні вина. 

## Історія створення плодово-ягідних вин за соціалізму
Слід зазначити, що в колишньому СРСР ніколи не випускалися спиртні напої під торговою маркою «Бормотуха». Назва «Бормотуха» є збірною і жаргонною.
У різних джерелах зустрічається більш вузьке визначення бормотухи. Зокрема, є такі варіанти:
- недорогі плодово-ягідні вина, які повсюдно вироблялися у радянські часи, за допомогою змішування дешевих соків і спиртів;
- приготовані з дешевого імпортного вино-матеріалу за допомогою додавання цукру і етилового спирту;
- дешеві портвейни та кагори.

Через використання низькоякісних складників, бормотухи, наприклад «Сонцедар», нерідко призводили до тяжких отруєнь.

## Споживання у радянські часи
Бормотуха була дуже поширеною по усьому колишньому СРСР, з кінця 1950-х до середини 1980-х років. У народі її, за дешевизну, прозивали «плодово—ягідними винами», ще: «чорнилом», «гомулою», «червивкою», «шмурдяком» та «біоміцином» — від назви українського кріпленого вина «Біле міцне» (1 руб. 22 коп.). Питні заклади у народі, називалися: кабак, чопок, генделик, забігайлівка, тощо.
Одним із джерел дешевого винного матеріалу був Алжир, з яким було укладено довгостроковий контракт. Вино-матеріал привозився до країн, які входили до складу СРСР танкерами, і вже на місці, на його основі виготовлялися кріплені вина. Одним із таких був «Сонцедар», а найбільш поширеним напоєм такого роду, була «Золота осінь» (у народі «Зося Осиповна») — кріплене плодово-ягідне вино, яке вироблялося у Кропивницькому (тодішньому Кіровограді, Українська РСР).
Під час горбачовської антиалкогольної кампанії, було прийнято рішення про згортання виробництва бормотухи.
Треба відзначити, що, попри схильність до зниження якості у 80-ті роки, багато недорогих кріплених вин за радянських часів, були натуральними продуктами доброї або задовільної якості, виробленими на основі затверджених технологій і стандартів.